# Hội Nghiên cứu Xã hội Khoa học
Hội Nghiên cứu Xã hội Khoa học viết tắt là 4S (Society for Social Studies of Science) là một tổ chức phi chính phủ quốc tế hoạt động trong lĩnh vực nghiên cứu các vấn đề khoa học và công nghệ.
4S thành lập năm 1975, là thành viên liên hiệp khoa học của Hội đồng Khoa học Quốc tế (ISC).

## Mục tiêu
Mục đích chính của 4S là kết nối những người cùng quan tâm đến sự hiểu biết khoa học, công nghệ và y học, bao gồm cả cách họ phát triển và tương tác với bối cảnh xã hội của họ.
- Các học giả trong xã hội học, nhân chủng học, lịch sử, triết học, khoa học chính trị, kinh tế và tâm lý học
- Lĩnh vực nghiên cứu nằm ngoài các môn học truyền thống như nghiên cứu nữ quyền và nghiên cứu văn hóa, cũng như những người giải quyết khoa học và công nghệ đối với công chúng
- Nghiên cứu về kiến thức, chính sách, R&D (nghiên cứu & phát triển), phát triển và sử dụng các công nghệ cụ thể
- Các nhà khoa học và các kỹ sư quan tâm đến các khía cạnh xã hội của các lĩnh vực họ đang nghiên cứu
- Các thành viên của cộng đồng những người có lợi ích trong cách mà khoa học và công nghệ ảnh hưởng đến cuộc sống của họ

## Hoạt động
Điều hành 4S là Chủ tịch và Hội đồng, do các thành viên bầu ra.
Các cuộc họp thường niên được tổ chức tại nhiều địa điểm trên khắp thế giới.
Các đại hội 4S:
- 39. 2014:  Buenos Aires
- 38. 2013:  San Diego
- 37. 2012:  Copenhagen
- 36. 2011:  Cleveland
- 35. 2010:  Tokyo
- 34. 2009:  Washington DC
- 33. 2008:  Rotterdam
- 32. 2007:  Montreal
- 31. 2006:  Vancouver, BC
- 30. 2005:  Pasadena, California
- 29. 2004:  Paris
- 28. 2003:  Atlanta, Georgia
- 27. 2002:  Milwaukee, Wisconsin
- 26. 2001:  Cambridge, Massachusetts
- 25. 2000:  Vienna
- 24. 1999:  San Diego, California
- 23. 1998:  Halifax, Nova Scotia
- 22. 1997:  Tucson, Arizona
- 21. 1996:  Bielefeld
- 20. 1995:  Charlottesville, Virginia
- 19. 1994:  New Orleans, Louisiana
- 18. 1993:  West Lafayette, Indiana
- 17. 1992:  Gothenburg
- 16. 1991:  Cambridge, Massachusetts
- 15. 1990:  Minneapolis, Minnesota
- 14. 1989:  Irvine, California
- 13. 1988:  Amsterdam
- 12. 1987:  Worcester, Massachusetts
- 11. 1986:  Pittsburgh, Pennsylvania
- 10. 1985:  Troy, New York
- 9. 1984:  Ghent
- 8. 1983:  Blacksburg, Virginia
- 7. 1982:  Philadelphia, Pennsylvania
- 6. 1981:  Atlanta, Georgia
- 5. 1980:  Toronto, Ontario
- 4. 1979:  Washington DC
- 3. 1978:  Bloomington, Indiana
- 2. 1977:  Boston, Massachusetts
- 1. 1976:  Ithaca, New York

Các chủ tịch 4S:
- 22. 2016-2017: Kim Fortun [1]
- 21. 2014-2015: Gary Downey
- 20. 2012-2013: Trevor Pinch
- 19. 2010-2011: Judy Wajcman
- 18. 2008-2009: Michael Lynch
- 17. 2006-2007: Susan Leigh Star
- 16. 2004-2005: Bruno Latour
- 15. 2002-2003: Wiebe Bijker
- 14. 2000-2001: Sheila Jasanoff
- 13. 1998-1999: Michel Callon
- 12. 1996-1997: Karin Knorr-Cetina
- 11. 1994-1995: Sal Restivo
- 10. 1992-1993: Harry Collins
- 9. 1990-1991: Harriet Zuckerman
- 8. 1988-1989: Arie Rip
- 7. 1986-1987: David Edge
- 6. 1984-1985: Nicholas Mullins
- 5. 1982-1983: Arnold Thackray
- 4. 1980-1981: Bernard Barber
- 3. 1978-1979: Dorothy Nelkin
- 2. 1976-1977: Warren Hagstrom
- 1. 1975: Robert Merton

## Xuất bản
4S xuất bản 
- Tạp chí Khoa học, Công nghệ và Giá trị Con người (Science, Technology, and Human Values) xuất bản mỗi kỳ 2 tháng, do nhà xuất bản Sage Publications (Mỹ) thực hiện.
- Bản tin điện tử hàng tháng Technoscience.